# میسکین بورجی
میسکین بورجی (ارمنی: Միսկին-Բուրջի؛  زادهٔ ۱۸۱۰ - درگذشته ۱۸۴۷) عاشوق اهل ارمنستان بود.

## زندگی‌نامه
وی در ۱۸۱۰ در نخجوان به دنیا آمد . . وی در ۱۸۴۷ در سن ۳۷ سالگی آسکران درگذشت.